# Secretaria de Desenvolvimento Econômico do Estado de São Paulo
| Secretaria de Desenvolvimento Econômico do Estado de São Paulo (SDE)    |                         |
| Avenida Escola Politécnica, 82 - Jaguaré, São Paulo, SP - CEP 05350-000 |                         |
| Criação                                                                 | março de 1965 (60 anos) |
| Atual secretário                                                        | Jorge Lima              |

A Secretaria de Desenvolvimento Econômico do Estado de São Paulo é uma Secretaria do Governo do Estado de São Paulo que tem como objetivo promover o crescimento econômico sustentável e a inovação tecnológica no Estado de São Paulo, com políticas públicas voltadas à geração de empregos e ao aumento da competitividade do setor produtivo.
Com foco na promoção de investimentos, a Secretaria busca atuar em parceria com o setor privado na criação de condições favoráveis ao aprimoramento da competitividade e na solução de gargalos para favorecer a economia, gerando emprego, riqueza e conhecimento.
A Secretaria é responsável pela criação de novos instrumentos de incentivo necessários para a promoção do desenvolvimento econômico sustentável de São Paulo. Para isso, também articula suas ações com outras secretarias, empresas e instituições dos governos federal, estadual e municipal.
A Pasta tem como seus principais eixos de atuação a atração de novos investimentos nacionais e internacionais para o Estado; ações em ciência, tecnologia e inovação; implantação de parques tecnológicos; instalação de incubadoras de empresas e centros de inovação; iniciativas de estímulo a Arranjos Produtivos Locais (APLs); além da expansão do acesso aos ensinos superior e profissional.

## Histórico
A Secretaria de Desenvolvimento Econômico surgiu pela primeira vez em 1965. Em março de 1979, com o nome de Secretaria de Estado da Indústria, Comércio, Ciência e Tecnologia, tinha como metas estabelecer a política econômica estadual para o desenvolvimento, além de promover, documentar e difundir a ciência e tecnologia e mobilizar e captar recursos públicos e privados, nacionais e internacionais com o objetivo de estimular as atividades produtivas nos setores básicos da economia paulista.
Após sua criação, a Pasta passou por diversas mudanças. Em 1987, foi criada a Secretaria da Indústria e Comércio. Porém, em 1988 a Secretaria foi extinta e foi renomeada para Ciência, Tecnologia e Desenvolvimento Econômico.
Em maio de 2002, o turismo foi incorporado, se tornando Secretaria de Ciência, Tecnologia e Desenvolvimento Econômico e Turismo. No mesmo ano, em junho, o Turismo saiu e passou a ter sua própria Secretaria.
No ano de 2007, a Pasta passou a ter novos objetivos, como a geração de trabalho e renda, redução das desigualdades regionais, aumento da competitividade, fortalecimento de Arranjos Produtivos Locais, Micro, pequenas e médias empresas, além do estímulo à inovação tecnológica.
Já no início de 2011, a Secretaria modificou novamente seu nome para Secretaria de Desenvolvimento Econômico, Ciência e Tecnologia. Em 2013, a nomenclatura da Pasta foi complementada com a palavra Inovação. 
Em 2019, o Governador João Dória Jr. juntou a pasta com a Secretaria do Trabalho, e reduziu seu nome para Secretaria de Desenvolvimento Econômico. A pasta foi ocupada por Patrícia Ellen da Silva até 01 de abril e pela economista Zeina Latif de 16 de maio até 05 de outubro de 2022.
Atualmente, é comandada por Jorge Lima.

## Ex-secretários
- Jorge Lima: 1 de Janeiro de 2023 e atualmente
- Bruno Caetano: 20 de outubro até 31 de dezembro de 2022
- Patrícia Ellen da Silva: 1 de janeiro de 2019 a 01 de abril de 2022
- Márcio Luis França Gomes: 1 de janeiro de 2015 a 06 de abril de 2018
- Nelson Baeta Neves Filho: 6 de abril de 2014 a 31 de dezembro de 2014
- Rodrigo Garcia: 28 de maio de 2013 a 5 de abril de 2014
- Luiz Carlos Quadrelli: junho de 2012 a maio de 2013
- Paulo Alexandre Barbosa: 1 de maio de 2011 a junho de 2012
- Guilherme Afif Domingos: 1 de janeiro de 2011 a 30 de abril de 2011
- Luciano Almeida: 1 de maio de 2010 a 31 de dezembro de 2010
- Geraldo Alckmin: 19 de janeiro de 2009 a 1 de abril de 2010
- Alberto Goldman: 1 de janeiro de 2007 a 26 de janeiro de 2009
- Maria Helena Guimarães de Castro: 1 de abril de 2006 a 31 de dezembro de 2006
- João Carlos de Souza Meirelles: 1 de janeiro de 2003 a 31 de março de 2006
- Ruy Martins Altenfelder Silva: 5 de junho de 2001 a 31 de dezembro de 2002
- José Aníbal Peres de Pontes: 3 de fevereiro de 1999 a 4 de junho de 2001
- Flávio Fava de Moraes: 7 de abril de 1998 a 3 de fevereiro de 1999
- Emerson Kapaz: 1 de janeiro de 1995 a 2 de abril de 1996
- Roberto Muller Filho: 12 de julho de 1993 a 2 de abril de 1994
- Luiz Pécicles Muniz Michielin: 1 de abril de 1993 a 12 de julho de 1993
- Luiz Carlos Delben Leite: 28 de junho de 1991 a 24 de março de 1993
- Severo Fagundes Gomes: 15 de março de 1991 a 28 de junho de 1991
- Luiz Gonzaga de Mello Belluzzo: 14 de dezembro de 1988 a 15 de março de 1991
- Jorge Nagle: 12 de agosto de 1988 a 14 de dezembro de 1988
- Ralph Biasi: 28 de maio de 1987 a 14 de dezembro de 1988
- Elizabeth Mendes de Oliveira: 29 de abril de 1987 a 28 de maio de 1987
- Luiz Carlos Bresser Gonçalves Pereira: 15 de março de 1987 a 29 de abril de 1987
- Einar Alberto Kok: 15 de março de 1983 a 15 de março de 1987